# Phyllosticta cordylines
Phyllosticta cordylines är en svampart som beskrevs av Chowdhry 1970. Phyllosticta cordylines ingår i släktet Phyllosticta och familjen Botryosphaeriaceae.   Inga underarter finns listade i Catalogue of Life.